# ثيودوروس ديكر
ثيودوروس ديكر (بالهولندية: Theodorus Dekker)‏ هو أستاذ جامعي ورياضياتي هولندي، ولد في 1 مارس 1927 في هولندا في مملكة هولندا.